# はいだしょうこ
はいだ しょうこ（1979年〈昭和54年〉3月25日 - ）は、日本の歌手、女優、タレント、声優。本名:拝田 祥子（はいだ しょうこ）。宝塚歌劇団所属時の芸名は、千琴 ひめか（ちこと ひめか）。歌劇団在団時の愛称は、ショーコ。
東京都国立市出身。宝塚歌劇団84期生。NHK『おかあさんといっしょ』第19代目うたのおねえさん。東宝芸能を経てホリプロ所属。

## 来歴

### 生い立ち
父は前国立音楽大学准教授で、現ミュージカルアカデミー ドリーム学院長、国際ピアノデュオ協会会員、立川市地域文化振興財団評議委員の拝田正機。母は声楽家で、ミュージカルアカデミー ドリーム声楽コース講師。姉は薬剤師。はいだ曰く「歌う薬剤師」で、はいだのソロCDにコーラスで参加したり、コンサートにゲスト参加したこともあり、はいだのブログにもたびたび登場している。
小学校在籍時には「全国童謡コンクール」でグランプリ賞受賞。9歳から中田喜直に師事し、童謡・ポップスを学び、この頃から童謡歌手としてコンサート活動を行っていた。国立音楽大学附属高等学校声楽科に進学。
モデルクラブにも所属していたことがあり、1985年には『家醸本みりん』のCMに出演していたことがある。

### 宝塚歌劇団
中学2年生の時より本格的に宝塚歌劇団を目指し、高校2年生の時に2度目の受験で宝塚音楽学校に合格し、国立音楽大学附属高等学校声楽科を中退し入学。宝塚音楽学校卒業時には「オペラ部門首席/ポピュラー部門最優秀歌唱受賞」を受賞。
1998年に音楽学校を卒業後、『千琴ひめか』の芸名で宝塚歌劇団に入団（84期）。同期には遠野あすか、白羽ゆり、音月桂、桐生園加らがいる。宙組公演『シトラスの風』で初舞台を踏み、組み回り出演を経て星組に配属。主に娘役として活躍したが、いわゆる『トップ』（主役）の経験はない。
2001年には星組公演『ベルサイユのばら2001』で、通常最低でも6年目以上でないと務められないとされるエトワールを異例の入団3年目で務めた。2002年秋、宝塚歌劇団を退団。

### 『おかあさんといっしょ』うたのおねえさん就任後
その後、2003年4月7日から2008年3月28日までの5年間、NHKの未就園児向け番組『おかあさんといっしょ』の第19代目うたのおねえさんとして活躍した。宝塚歌劇団出身のうたのおねえさんは、第8代目の森晴美以来となる歴代2人目。就任時に「たくさんの子供達に自分の名前を覚えてもらいたい」という本人の意向から、芸名を本名のひらがな表記の『はいだしょうこ』に改名。
番組で共演したうたのおにいさんは第10代目の今井ゆうぞう。共演したたいそうのおにいさん、おねえさんは、最初の2年間は佐藤弘道ときよこ（当時：タリキヨコ）、その後の3年間は小林よしひさといとうまゆ。

### 卒業後
うたのおねえさん卒業後はソロ歌手、女優、タレントとして活動。
個人的にコンサートを開催したり、『おかあさんといっしょ』の派生イベントである『○○がやってきた!』にも不定期に出演。
2008年、BS-i（現在のBS-TBS）で、北京五輪スポーツキャスターに抜擢される。
2009年10月よりフジテレビ系『笑っていいとも!』の毎週火曜日にレギュラーとして出演。また8月にはソロ歌手として初の大人向けのライブを行う。
2010年10月よりスタートする子ども・アニメ専門チャンネル「キッズステーション」で放送される子供向け音楽番組の『うたばこ』で初めてのMCを務める。また、秋の火災予防運動ポスターモデルに協力したことから、東京消防庁より消防総監感謝状が贈られた。
「おかあさんといっしょ」を卒業した当初は個人事務所を作って芸能活動をしていたが、2011年3月1日に所属事務所を東宝芸能へ移籍。3月7日には、初フォトエッセイの「しょうこの虹色メロディー」を出版。同年3月29日をもって、『いいとも』のレギュラーを降板。
2013年8月に所属事務所をホリプロへ移籍。
2016年にはNHK大河ドラマ『真田丸』に浅井三姉妹の次女・初役で出演し、大河ドラマ初出演を果たす。

### 私生活
2歳年上の一般人男性と2012年3月25日に結婚。結婚式はハワイで行った。
2024年1月4日、インスタグラムで離婚したことを発表。

## 人物
特技はバレエ、ジャズダンス。
趣味はミュージカル観劇、ドライブ（助手席専門）、温泉巡り。

### 交友関係
心を開いている人は少なく、友人は少数しかいない。その中でDA PUMPのISSA、原田龍二とは仲良しだと明かしている。
また、おかあさんといっしょ時代の仲間であるきよことは親友であり、いとうまゆとも仲が良い。

### エピソード
「うたのおねえさん」のオーディションは、宝塚歌劇団を退団した直後に童謡歌手時代に共演した女性歌手から、「うたのおねえさんのオーディションが今行われている」という話を聞いて受験した。最終選考ではいだを含めて6人残った受験者が控室で次の選考に向けて準備をしている際、ある受験者が課題の歌の歌い方を他の受験者に聞いて回っていた（この時のことに関して『おかあさんといっしょ』卒業後にはいだはラジオ番組で「審査員の人が最終選考の控室の中にいたらしい」という発言をしている）。当然ながら他の受験者は自分の練習を優先させていたが、はいだだけが自分の練習を止めてその受験者の練習を手伝った。そのことがうたのおねえさんとして採用される決め手になった。

### イラスト
うたのおねえさんを務めていた当時、佐藤弘道からは「子供を黙らせる絵を描かせたら日本一」と評された。さらに両親からも「人前で絵を見せることだけはするな」と釘を刺されていたが、結局仕事上で描かざるを得なくなった。
2006年4月28日放送の『おかあさんといっしょ』の番組内のコーナー「やぎさんゆうびんリクエスト」において、当時同番組のマスコットキャラクターであった「スプー」の絵を絵描き歌で描くことになり歌いながらスプーの絵を描いたが、はいだが描いたスプーは本来のスプーのデザインとは大きくかけ離れていたことで話題になった。はいだの旧公式ブログのバナーには、この時に描かれた「スプー」のシルエットが用いられていた。
これをきっかけにはいだの絵に注目が集まり、イラスト関連の仕事もこなすようになった。2008年には、オンラインゲーム会社のジークレストが、自社のキャラクター「ココロ」をはいだに模写させ、そのイラストをゲーム内のアイテムとして配布するキャンペーンを行った。ジークレスト側は「はいださんは主婦層の人気が高く、新しいユーザーの獲得にも寄与できるのでは」としており、はいだのイラストをデザインしたTシャツのプレゼントなども実施した。また、はいだは、ゲーム内のアバターの衣装デザインなども手がけている。
2017年にはNTT西日本の電報スペシャルムービーでも、18キャラクターの作画を担当するほか、歌と声も担当している。

## 出演

### 舞台

#### 宝塚歌劇団所属時代
- 1998年3月27日、宝塚大劇場『エクスカリバー/シトラスの風』初舞台
- 1998年4月14日、宝塚大劇場 新人公演『エクスカリバー』
- 1998年6月、宝塚大劇場『皇帝/ヘミングウェイ・レビュー』
- 1998年7月14日、宝塚大劇場 新人公演『皇帝』
- 1998年10月、東京宝塚劇場『皇帝/ヘミングウェイ・レビュー』
- 1998年10月27日、東京宝塚劇場 新人公演『皇帝』
- 1999年2月、宝塚大劇場『WEST SIDE STORY』（ジェット団の娘）
- 1999年3月9日、宝塚大劇場 新人公演『WEST SIDE STORY』（カゲソロ）
- 1999年5月、東京宝塚劇場『WEST SIDE STORY』（ジェット団の娘）
- 1999年5月25日、宝塚大劇場 新人公演『WEST SIDE STORY』（カゲソロ）
- 1999年8月、宝塚バウホール『夢・シェイクスピア』（スー）初台詞
- 1999年10月、宝塚大劇場『我が愛は山の彼方に/グレートセンチュリー』（カゲソロ）
- 1999年10月19日、宝塚大劇場 新人公演『我が愛は山の彼方に』
- 1999年12月1日 - 12月8日、日本青年館『夢・シェイクスピア』（スー）
- 2000年1月、東京宝塚劇場『我が愛は山の彼方に/グレートセンチュリー』（カゲソロ）
- 2000年1月11日、東京宝塚劇場 新人公演『我が愛は山の彼方に』
- 2000年3月4日 - 3月19日、宝塚バウホール公演『聖者の横顔』（カゲソロ）
- 2000年3月25日 - 3月31日、日本青年館『聖者の横顔』（カゲソロ）
- 2000年5月、宝塚大劇場『黄金のファラオ』（神子S、カゲソロ）、『美麗猫』（美猫、カゲソロ）
- 2000年6月6日、宝塚大劇場 新人公演『黄金のファラオ』
- 2000年8月、東京宝塚劇場『黄金のファラオ』（カゲソロ）、『美麗猫』
- 2000年9月12日、東京宝塚劇場 新人公演『黄金のファラオ』
- 2000年10月12日 - 10月27日、宝塚バウホール公演『花吹雪 恋吹雪』（白影、カゲソロ）
- 2000年11月2日 - 11月7日、日本青年館『花吹雪 恋吹雪』白影、カゲソロ）
- 2001年1月、宝塚大劇場『花の業平』（女官、歌い手）、『夢は世界を翔けめぐる』（女神、カゲソロ）
- 2001年1月23日、宝塚大劇場 新人公演『花の業平』（伊勢斎宮恬子（文徳帝内親王））
- 2001年3月、東京宝塚劇場『ベルサイユのばら2001』（クレサンテーム、エトワール）
- 2001年4月10日、東京宝塚劇場 新人公演『ベルサイユのばら』（ジジ）
- 2001年6月9日 - 7月1日、全国ツアー『風と共に去りぬ』（ファニー、エトワール）
- 2001年7月17日、稔幸ディナーショー『終楽章 －薔薇の五線譜－』
- 2001年8月、宝塚大劇場『ベルサイユのばら2001』（クレサンテーム、エトワール）
- 2001年9月4日、宝塚大劇場 新人公演『ベルサイユのばら』（ジジ）
- 2001年10月6日 - 10月8日、宝塚バウホール エンカレッジコンサート
- 2001年11月、東京宝塚劇場『花の業平』（女官、歌い手）、『サザンクロスレビューII』（マリポサ、シンガー）
- 2001年12月4日、東京宝塚劇場 新人公演『花の業平』（伊勢斎宮恬子（文徳帝内親王））
- 2002年、2月25日、2月26日、2月28日、3月1日、ディナーショー『Feel』
- 2002年4月、宝塚大劇場『プラハの春』（シルビア）、『LUCKY STAR!』（カゲソロ）
- 2002年5月7日、宝塚大劇場 新人公演『プラハの春』（レポーター）
- 2002年6月、東京宝塚劇場『プラハの春』（シルビア）、『LUCKY STAR!』（カゲソロ）
- 2002年7月9日、東京宝塚劇場 新人公演『プラハの春』（レポーター）
- 2002年9月7日 - 9月16日、宝塚バウホール『ヴィンターガルテン』（エイミー、トーマ・ナスティヤツェフ）
- 2002年9月21日 - 9月27日、日本青年館『ヴィンターガルテン』（エイミースチュワート、トーマ・ナスティヤツェフ）

#### 宝塚歌劇団退団後
- 2008年7月13日 - 8月10日 ファミリーミュージカル『若草物語』  - 原作者のルイザ 役 / 主人公ジョー 役
- 2009年3月、ブロードウェイミュージカル『回転木馬』（天王洲銀河劇場） - キャリー 役[22]
- 2012年7月 - 8月、ハロー・ミュージカル! プロジェクト ミュージカル『王様と私』 - タプチム役（全国ツアー）
- 2015年11月 - 12月、なかよし60周年記念ミュージカル『リボンの騎士』（赤坂ACTシアター、シアターBRAVA!） - ヘル夫人 役
- 2017年7月13日 - 18日、ミュージカル座7月公演『ひめゆり』（シアター1010） - 主演・キミ 役[23]

### コンサート

#### おかあさんといっしょファミリーコンサート
| 公演   | タイトル                                                                            | 出演者（一部を除く） |
| ------ | ----------------------------------------------------------------------------------- | --- |
| 2003年 | ゆうきいっぱい!ともだちパワー                                                       | 今井ゆうぞう、はいだしょうこ、佐藤弘道、タリキヨコ スプー、アネム、ズズ、ジャコビ 杉田あきひろ、つのだりょうこ |
| 2003年 | テレビまつりだ!、 ぐ〜チョコランタンとともだちいっぱいオンステージ                  | 今井ゆうぞう、はいだしょうこ、佐藤弘道、タリキヨコ スプー、アネム、ズズ、ジャコビ ワンワン、ふうか、りなちゃん、エリック、マヤ、JB ワクワクさん、ゴロリ、神田山陽、ストレッチマン どーもくん、ドン・ガバチョ |
| 2003年 | ノリノリワクワクウキウキバンバン!                                                   | 今井ゆうぞう、はいだしょうこ、佐藤弘道、タリキヨコ スプー、アネム、ズズ、ジャコビ |
| 2004年 | おとぎの国のアドベンチャー                                                          | 今井ゆうぞう、はいだしょうこ、佐藤弘道、タリキヨコ スプー、アネム、ズズ、ジャコビ |
| 2004年 | ようこそ♪歌う森のパーティーへ                                                       | 今井ゆうぞう、はいだしょうこ、佐藤弘道、タリキヨコ スプー、アネム、ズズ、ジャコビ |
| 2005年 | 弘道おにいさんとあそぼ! 夢のビッグパレード、 ぐ〜チョコランタンとゆかいな仲間たち   | 佐藤弘道、今井ゆうぞう、はいだしょうこ、タリキヨコ スプー、アネム、ズズ、ジャコビ ひなたおさむ、かまだみき、恵畑ゆう 坂田おさむ、つのだりょうこ モリゾー、キッコロ |
| 2005年 | マジカルトンネルツアー                                                              | 今井ゆうぞう、はいだしょうこ、小林よしひさ、いとうまゆ スプー、アネム、ズズ、ジャコビ |
| 2005年 | ドキドキ!みんなの宇宙旅行                                                           | 今井ゆうぞう、はいだしょうこ、小林よしひさ、いとうまゆ スプー、アネム、ズズ、ジャコビ、ガタラット 佐藤弘道、きよこ |
| 2006年 | ぐ〜チョコランタンとゆかいな仲間たち みんなであそぼ! 不思議な不思議なワンダーランド | 佐藤弘道、きよこ 今井ゆうぞう、はいだしょうこ、小林よしひさ、いとうまゆ スプー、アネム、ズズ、ジャコビ |
| 2006年 | ぼよよ〜んととびだせ! コンサート                                                    | 今井ゆうぞう、はいだしょうこ、小林よしひさ、いとうまゆ スプー、アネム、ズズ、ジャコビ、ガタラット ひなたおさむ、かまだみき、恵畑ゆう |
| 2006年 | おいでよ! びっくりパーティーへ                                                      | 今井ゆうぞう、はいだしょうこ、小林よしひさ、いとうまゆ スプー、アネム、ズズ、ジャコビ ひなたおさむ、かまだみき、恵畑ゆう |
| 2007年 | ぐ〜チョコランタンとゆかいな仲間たち ふしぎな森へようこそ!                          | 今井ゆうぞう、はいだしょうこ、小林よしひさ、いとうまゆ スプー、アネム、ズズ、ジャコビ ひなたおさむ、かまだみき、恵畑ゆう |
| 2007年 | マチガイがいっぱい!?                                                                | 今井ゆうぞう、はいだしょうこ、小林よしひさ、いとうまゆ スプー、アネム、ズズ、ジャコビ |
| 2007年 | さがそう!3つのプレゼント                                                            | 今井ゆうぞう、はいだしょうこ、小林よしひさ、いとうまゆ スプー、アネム、ズズ、ジャコビ |
| 2008年 | みんなおいでよ!うたのパレード                                                       | 今井ゆうぞう、はいだしょうこ、小林よしひさ、いとうまゆ スプー、アネム、ズズ、ジャコビ ひなたおさむ、かまだみき、恵畑ゆう |
| 2008年 | ともだち はじめて はじめまして!                                                     | 横山だいすけ、三谷たくみ、小林よしひさ、いとうまゆ スプー、アネム、ズズ、ジャコビ、ガタラット 今井ゆうぞう、はいだしょうこ |
| 2009年 | 星空のメリーゴーラウンド 〜50周年記念コンサート〜                                   | 横山だいすけ、三谷たくみ、小林よしひさ、いとうまゆ ライゴー、スイリン、プゥート ひなたおさむ、かまだみき、恵畑ゆう スプー、アネム、ズズ、ジャコビ 眞理ヨシコ、田中星児 坂田おさむ、神崎ゆう子、速水けんたろう、茂森あゆみ 杉田あきひろ、今井ゆうぞう、はいだしょうこ 天野勝弘、佐藤弘道 じゃじゃまる、ぴっころ、ぽろり |

#### ワンワンといっしょ!夢のキャラクター大集合
| 公演   | タイトル                     | 出演者（一部を除く） |
| ------ | ---------------------------- | --- |
| 2014年 | 魔女がおじゃましま〜ジョ!    | ワンワン、ムテ吉、ミーニャ、メーコブ シュッシュ、ポッポ、なお、せいや パックン、リン、コロン、エリック、BO、BEA コッシー、サボさん、オフロスキー、はいだしょうこ |
| 2015年 | 春のプリンセスとおさむい将軍 | ワンワン、ムテ吉、ミーニャ、メーコブ シュッシュ、ポッポ、なお、せいや オフロスキー、ニャンちゅう、ジャンジャン 坂田おさむ、はいだしょうこ                        |

#### その他のコンサート
- 「おねえさんとあそぼ親子DEリズム♪」『はいだしょうこトーク&リトルビットコンサート』（2008年4月27日、長崎・ハウステンボス）
- 〜こどもたちの未来のために〜「NHKこども朗読コンサート」（2008年6月14日）
- 「MUSEオルガン★キャンディ 〜親子オルガンフェスティバル〜」（2008年7月19日、埼玉・所沢）
- 「はいだしょうこファミリーコンサート」
  - 2008年9月7日、北海道 札幌市・道新ホール
  - 2008年11月14日、大阪府・枚方市 ひらかたパーク 野外ステージ
  - 2008年11月29日、愛知県・名古屋市 名古屋市公会堂 大ホール
  - 2008年12月28日、大阪府・高石市 アプラたかいし 大ホール
  - 2009年1月12日、（NEW YEAR ファミリーコンサート）滋賀県・米原市 近江公民館ときめきホール
  - 2009年1月17日、（ファミリーライブ）Club IKSPIARI（舞浜）
  - 2009年1月24日、石川県・津幡町 津幡町文化会館シグナス
  - 2009年4月29日、大阪府・富田林市 すばるホール
  - 2009年5月15日、大阪府・枚方市 ひらかたパーク（野外ステージ）
  - 2009年5月16日、兵庫県・朝来市 朝来市文化会館 和田山ジュピターホール
  - 2009年5月17日、兵庫県・たつの市 たつの市総合文化会館 アクアホール
  - 2009年5月25日、高知県・安芸市 安芸市民会館
  - 2009年5月30日、山梨県・韮崎市 東京エレクトロン韮崎文化ホール
  - 2009年5月31日、栃木県・大田原市 那須野が原ハーモニーホール
  - 2009年6月7日、東京都・稲城市 よみうりランド（オープンシアターEAST）
  - 2009年6月14日、鳥取県・鳥取市 鳥取市民会館
  - 2009年6月27日、京都府・城陽市 文化パルク城陽プラムホール
  - 2009年6月28日、奈良県・大和高田市 さざんかホール
  - 2009年7月4日、三重県・多気町 多気町民文化会館
  - 2009年7月19日、兵庫県・丹波市 丹波市春日文化ホール
  - 2009年7月26日、熊本県・八代市 八代市千丁文化センター
  - 2009年11月15日、愛知県・名古屋市 中京大学文化市民会館 オーロラホール
  - 2009年11月25日、北海道・札幌市 北海道厚生年金会館
- 「おかあさんといっしょ ぐ〜チョコランタンファミリーステージ」
  - 2008年9月13日、9月14日、9月20日、10月4日、10月5日）
  - 2009年7月28日、福島県・福島市 福島県文化センター大ホール
- おかやま国際音楽祭「ドリームコンサート for KIDS はいだしょうこコンサート」（2008年10月11日、岡山）
- Sparkling Stage 夢の瞬間（とき）〜（2008年11月8日）
- 「2008 LIVE FOR LIF『音楽彩』〜本田美奈子. メモリアル〜」（2008年11月15日）
- 「〜feel〜 はいだしょうこ LIVE」 思い出のかけらを歌にこめて（2009年8月24日）、千葉県浦安市・Club IKSPIARI（クラブイクスピアリ）
- 「ドリーム・キャラバン 2023 with シンフォニック・ジャズ・オーケストラ」（2023年12月25日、アクトシティ浜松）[24]

#### ミニコンサート&握手会
- 1st ALBUM 「しょうこのMy Favorite Songs」発売記念イベント
  - （2008年7月20日、ららぽーとTOKYO-BAY 中央広場）
  - （2008年7月22日、ららぽーと甲子園 1Fパークウォークコート）

#### イベント
- 東京ゲームショウ2008／KDDIブース「リズミカル リスモ！ステージ」出演（2008年10月12日）
- 「鉄道の日」記念イベント『駅祭ティング2008 in 阪急梅田』（2008年10月19日）
- 八千代台 ユアエルム「はいだしょうこ・ファミリーイベント」（2008年11月24日）
- 「第23回全国童謡歌唱コンクール グランプリ大会」ゲスト（2008年11月3日）

#### インストアライブ
- はいだしょうこ インストアライブ
  - （2008年8月23日、イオンモール日の出店／専門店街3階キッズサークル内）
  - （2008年8月31日、イオンモール太田店／専門店街1階セントラルコート）
- 「今井ゆうぞう はいだしょうこ クリスマス スペシャルライブ」（2008年11月1日）

### テレビ

#### レギュラー
- おかあさんといっしょ（2003年4月 - 2008年3月、NHK教育テレビ）
- 森田一義アワー 笑っていいとも!（2009年10月6日 - 2011年3月29日、フジテレビ） - 火曜日レギュラー
- お茶の水ハカセ（2010年5月4日、2010年6月1日、2010年6月8日、2010年6月15日 - 2011年3月1日、TBS）
- はいだしょうこの“うたばこ"（2010年10月3日 - 2012年3月、キッズステーション） - MC
- モジーズ＆YOU（2012年4月 - 2013年3月、BSフジ）
- 趣味どきっ!「はじめようスマホ」（2017年11月 - 12月（全8回）、NHK Eテレ）

#### 声の出演
- チャギントン（2009年7月4日 - 、BSフジ）  - ヴィー 役[25]
- Let's天才てれびくん（2015年10月12日 - 15日、NHK教育テレビ） - おくとぱすみれ 役

### テレビドラマ
- 超歴史ロマン完全決着SP（テレビ東京）
  - 超歴史ロマン 戦国&幕末ミステリー完全決着SP（2010年12月29日） - お江 役[26]
  - 超歴史ロマン3 戦国〜大奥〜幕末ミステリー完全決着SP!（2012年12月17日、テレビ東京）[27]
- さんすう刑事ゼロ 第12回（2013年10月21日、NHK Eテレ） - 山本知恵 役
- 家売るオンナ 第3話（2016年7月27日、日本テレビ） - 夏木桜 役
- 大河ドラマ 真田丸（2016年、NHK） - 初 役[28]
- 撮影の、一切ないドラマ 蛭子さん殺人事件（2020年12月12日、BSテレ東）[29]

### ラジオ
- ラジオシアター〜文学の扉「ジェーン・エア」（2014年8月3日・10日、TBSラジオ、ラジオドラマ）
- 伊集院光とらじおと（2019年6月13日、TBSラジオ、パートナー）
- 坂本美雨のディア・フレンズ（2022年3月23日、TOKYO FM、ゲスト）

### 映画
- 虎の流儀 〜激突! 燃える嵐の関門編〜（2022年秋公開）[30]

#### 声の出演
- 『ナルニア国物語 第3章アスラン王と魔法の島』 - 青い星の妖精リリアンディル 役[31] （2011年）（宝塚OGの大地真央と共演）

### CM・広報
- 2010年秋の火災予防運動ポスター モデル
- 国立新美術館「ダリ展 東京展」（2016年）[32]
- NTT西日本Web広告「でんぽう姫とおとぎ話」（2017年） - 声・歌・作画の担当 [21]。
- 株式会社住まいる設備・住まいる水道イメージキャラクター（2019年6月5日 - ）@sumairusetsubi (5 June 2019). “本日より当社イメージキャラクターに元うたのおねえさん「はいだしょうこ」さんを起用させて頂きました！”. X（旧Twitter）より2025年7月18日閲覧.

- 日本マクドナルドWeb広告（2025年7月17日 - ） - イラスト担当[33]。

## 作品

### CD
アルバム
- エンカレッジコンサート 星組（CD）（2002年1月21日） ソロ曲「命をあげよう」、「かわいい坊や」の2曲担当。
- NHKおかあさんといっしょ 最新ベスト「このゆびとまれ」（2003年10月16日）
- NHKおかあさんといっしょ 最新ベスト かぜのおはなし （2004年10月20日）
- NHKおかあさんといっしょ ファミリーコンサート ようこそ♪ 歌う森のパーティーへ（2005年1月19日）
- NHKおかあさんといっしょ 夢のビッグパレード BVーチョコランタンとゆかいな仲間たち（2005年5月1日）
- NHKおかあさんといっしょ 最新ベスト おしりフリフリ （2005年10月19日）
- NHKおかあさんといっしょ スペシャル ぐ〜チョコランタンとゆかいな仲間たち みんなであそぼ! 不思議な不思議なワンダーランド （2006年6月7日）
- NHKおかあさんといっしょ 最新ベスト ぼよよん行進曲（2006年10月18日）
- NHKおかあさんといっしょ ファミリーコンサート おいでよ! びっくりパーティーへ （2007年2月7日）
- コロちゃんパック パンツぱんくろう 〜トイレのうた〜 [12cmCD+絵本] （2007年5月23日）
- NHK おかあさんといっしょスペシャルステージ「ぐ〜チョコランタンとゆかいな仲間たち ふしぎな森へようこそ!!」（2007年6月6日）
- NHKおかあさんといっしょ 最新ベスト きみのこえ （2007年10月17日）
- NHKおかあさんといっしょ ファミリーコンサート さがそう! 3つのプレゼント（2008年2月6日）
- おかあさんといっしょ ソングコレクション ゆめのかけら（2008年4月16日）
- おかあさんといっしょ スペシャルステージ ぐ〜チョコランタンとゆかいな仲間たち みんなおいでよ!うたのパレード（2008年6月4日）
- しょうこの My Favorite Songs（2008年7月16日）ファースト・ソロ・アルバム
- みんなの童謡・唱歌 めだかの学校〜夕焼け小焼け（2009年7月15日）
- みんなの童謡・唱歌 おもちゃのチャチャチャ〜故郷（2009年10月21日）
- みんなでうたう童謡・唱歌 いぬのおまわりさん〜おやすみなさい（2010年1月21日）
- みんなでうたう童謡・唱歌 ふしぎなポケット〜ヤンチャリカ（2010年4月21日）
- ハルのふえ音楽集（2012年11月25日）アニメ映画「ハルのふえ」サウンドトラック。主題歌「ハルのふえ」を担当。
- くまモンとあそぼ! 〜えかきうた と あそびうた〜（2014年3月12日）ソロ曲「くまモンタッチ」を担当。

シングル
- お魚のうた/はいだしょうこ&高橋名人（2009年4月22日、DVD付）
テレビ東京系『ピラメキーノ』エンディングテーマ、全国漁業協同組合連合会「お魚」応援ソング、ハドソン「めざせ釣りマスター」テーマソング
- 「チャギントン」テーマ・ソング（2009年9月16日）
- チャギントン テーマソング（通常盤）（2009年11月18日）
2作品共にBSフジアニメ『チャギントン』テーマソング
- たまともフォーエバー（2009年11月18日）
テレビ東京系アニメ『たまごっち!』エンディングテーマ
- 180°（ワンエイティー）（2010年12月1日）

キッズステーション「はいだしょうこの“うたばこ”」テーマソング

### DVD
- NHKおかあさんといっしょ ファミリーコンサート ようこそ♪ 歌う森のパーティーへ （2005年1月19日）
- おかあさんといっしょ スペシャルステージ ぐ〜チョコランタンとゆかいな仲間たち みんなおいでよ!うたのパレード（2008年6月4日）

## 書籍
- NHKおかあさんといっしょ 新・うたのえほん はじめて はじめまして（講談社、2008年4月25日）
- しょーこの虹色メロディー（マイクロマガジン社、2011年3月7日）

## 雑誌
- 宝塚ふぁん 1998年7月号☆研1生紹介/貴怜良・高遠梓・高宮千夏・千琴ひめか・遠野あすか・夏央小槇・華絵みく・隼颯希・北翔海莉
- 宝塚ふぁん 2000年8月号☆MY SELECTION/千琴ひめか・大河睦・涼麻とも・沙和真奈帆
- 宝塚グラフ 2001年12月号 ☆L'etoile/千琴ひめか
- 歌劇 2002年8月号 ☆マイ・ステージ〜思い出と夢〜/にしき愛・美風舞良・月丘七央・千琴ひめか
- 歌劇 2002年10月号 楽屋取材・退団ご挨拶/拓麻早希・千琴ひめか
- 朝日新聞 別刷『be on Sunday』インタビュー記事（2008年6月9日）
- 『CDでーた』（2008年7月号 2008年6月13日 角川マガジンズ）巻頭インタビュー
- 中日新聞（夕刊） インタビュー記事掲載（2008年11月18日）
- 情報誌「ショッパー」（2008年11月20日）
- 日本出版社「ネコまる 2009冬号」（2008年11月21日）